# Wonder Pets!
Wonder Pets! (Eigenschreibweise: WONDER PETS!) ist eine US-amerikanische Serie für Vorschulkinder, die sowohl Real- als auch Zeichentrickelemente enthält. Sie wird seit 2006 bei Nickelodeon im Bereich Nick Jr. gezeigt.

## Handlung
Die Hauptfiguren der Serie sind die Haustiere einer Vorschulklasse: das Meerschweinchen Linny, die Schildkröte Tuck sowie die Ente Ming-Ming.
Nach Schulschluss klingelt dort sehr oft das Schnurtelefon und die Wonder Pets werden gerufen, da ein Tier in Not geraten ist. Dabei wird schon zu Anfang die theoretische Problemlösung vorgestellt, die letztlich genutzt wird, um dem Tier zu helfen. Die Zusammenarbeit der drei Freunde wird oft besonders hervorgehoben, um den jungen Zuschauern den Vorteil der Teamarbeit zu vermitteln. Zudem werden viele Tierarten und Orte vorgestellt und ihre Eigenschaften und auch Gefahren erläutert.

## Synchronsprecher
| Figur                      | Englischer Sprecher | Deutscher Sprecher  |
| -------------------------- | ------------------- | ------------------- |
| Linny, das Meerschweinchen | Sofie Zamchick      | Shirin Westenfelder |
| Tuck, die Schildkröte      | Teala Dunn          | David Weyl          |
| Ming-Ming, die Ente        | Danica Lee          | Julia Stoepel       |